# Brooloos, Laris en Stochove

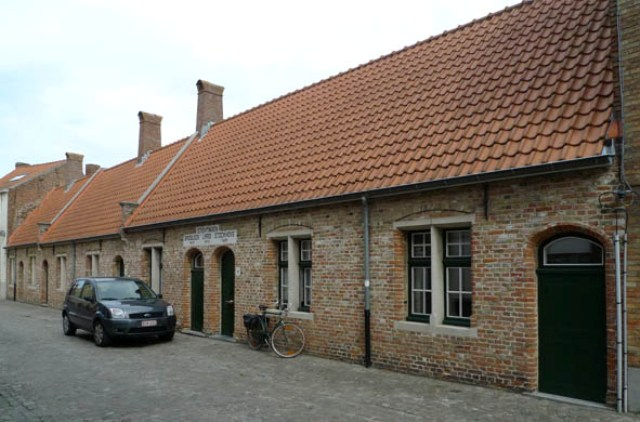
De Godshuizen Brooloos, Laris en Stochove

De Godshuizen Brooloos, Laris en Stochove zijn Brugse godshuizen in de Baliestraat.

## Geschiedenis
In 1459 werden een paar huisjes voor arme lieden gelegen in de Baliestraat, geschonken door Jacob Brooloos aan de parochiedis van de Sint-Gilliskerk.
In 1473 voegde M. Laris daar een huisje bij en in 1689 deed burgemeester Vincent Stochove hetzelfde. Dit bracht het aantal op zeven huisjes.
De huisjes werden vanaf 1796 bezit van de Commissie van Burgerlijke godshuizen. In 1917, tijdens de Eerste Wereldoorlog, werden ze zwaar getroffen door een geallieerd bombardement. In 1921 werden ze herbouwd naar ontwerp van architect René Cauwe en gereduceerd tot drie huisjes.